# Manfred Baier
Manfred Baier (* 9. Februar 1936 in Dresden, Deutsches Reich) ist ein deutscher Biologe, Phytopathologe und Dokumentarfilmer.

## Leben und Wirken

### Ausbildung und Beruf
Der Sohn eines Studienrats studierte von 1956 bis 1962 Biologie, Chemie und Phytopathologie an der westfälischen Wilhelms-Universität Münster. Anschließend, von 1963 bis 1964, wirkte Manfred Baier am Bakteriologischen Institut der Stadt Duisburg und ging 1965 zum Chemieriesen BASF-AG, dem er über drei Jahrzehnte lang, bis zum Erreichen seines 60. Lebensjahrs angehörte. Durch seine langjährige Zugehörigkeit zum BASF-Konzern entwickelte sich Baier zu einem starken Verfechter der Gentechnik, vor allem beim Einsatz gegen etwaige Virusepidemien, und ist Mitglied eines entsprechenden Lobbyvereins namens „Forum Grüne Vernunft“.

### Aktivitäten bei Film und Fernsehen
Seit Mitte der 1970er Jahre ist Manfred Baier auch im dokumentarfilmischen Sektor aktiv und fokussierte sein Augenmerk ganz auf Naturthemen. Als Filmautor und Regisseur wurde er seit seiner 26-minütigen Produktionen Um Jahrmillionen voraus (1975), die u. a. den Grand Prix von Montreux und 1976 eine Nominierung für den Oscar in der Kategorie Bester Kurzdokumentarfilm erhielt, mehrfach ausgezeichnet. Zwischen 1975 und 1996 war Dr. Baier zwölfmal Gewinner des Deutschen Wirtschaftsfilmpreises, und von 1975 bis 1986 gewann er viermal den Grand Prix beim Internationalen Film- und Videokongress. Im Jahre 2000 konnte er zweimal den Spezialpreis der EXPO 2000 in Empfang nehmen. Außerdem war Baier Initiator und Gestalter der ARD-Reihe „Auf den Spuren der Natur“. 1993/94 wirkte Baier auch als Dozent an der Filmakademie Baden-Württemberg.
Manfred Baier hat drei Töchter.

## Einzelnachweis
1. ↑  „Die Tigermücke hat Speyer erreicht“ auf rheinpfalz.de